# Keyball
Keyball er et minimalistisk onlinespil fodboldspil hvor taktik og timing er i højsæde.
Det er et "heads-up" fodboldspil, dvs. én mod én, hvor man spiller som en af de to keyballspillere. 
Der kan enten spilles player vs. player, player vs. computer, eller man kan vælge at iagtage og lure tricks med computer vs. computer.
Keyball-reglerne:
- Man spiller mod en modstander eller mod computeren (Trainer, Globot, Bioman)
- Der scores ved at skyde bolden i modstanderens mål
- Keyballspillerne kan løbe fremad og styre til højre og venstre, men kan ikke løbe baglæns eller bremse.
- Der kan spilles 2, 5 eller 8 minutters kampe uden halvleg. (spillet kan pauses under kampen)
- Ender kampen uafgjort, går kampen i 1 minuts forlænget spilletid. Dette gentages til der er fundet en vinder.
Verdens største Keyball fanklub på Facebook er "Keyball Fan Club" , grundlagt den 14. november 2008 af Andes og Jenner.
Keyball's Credits:
Game Design: Fabien Riffaud
Character design: Oliver Besson
Graphic, Art & animation: Laurent Fernandez
Sounds & Music: N/A
Programming: Fabien Riffaud & Nicolas Vereenoghe
Testing: The Global Bocal Team
Credits Writer: Alex Houdent